# The Battle of Polytopia
The Battle of Polytopia o La batalla de Polytopia, coneguda anteriorment amb el nom de Super Tribus, és un joc d'estratègia de creació mundial basat en la construcció d'imperis desenvolupat per Midjiwan AB. Es va publicar al febrer de 2016 per iOS i Android. El jugador condueix una de les quinze tribus a conquerir un món en forma quadrada poligonal capturant ciutats. Es pot jugar només contra el sistema, contra amics o contra oponents en línia en mode multijugador.
Va ser llançat el 29 de febrer de 2016, originalment anomenat Super Tribus. Tot i això, el juny de 2016 es va canviar el nom a The Battle of Polytopia per problemes de marques comercials. Es preveu que es publiqui una versió d'escriptori a Steam durant la primavera del 2019
Polytopia és un joc d'estratègia d'un joc multijugador o multijugador basat en torns. El jugador assumeix el paper del governant d'una tribu, començant per un avantatge respecte a les altres tribus, i intenta construir un imperi en competència amb les altres tribus, que pot ser controlat per l'ordinador mateix, o bé per torn. basat en el sistema "passar i jugar". Els mapes generats automàticament fan de cada joc una nova experiència, amb un valor de reproducció il·limitat. Hi ha 15 tribus diferents per triar. Cada tribu té terrenys i estructures diferents.